# 不法行为不产生权利
不法行为不产生权利（拉丁語：ex injuria jus non oritur）是国际法的一项原则，认为违反国际法的行为在法理上是无效的，政治势力不能通过违法手段获益。这项原则通常在国际关系学中被用来论证违法的暴力革命或武力征服不能建立受国际法承认的新政权。
国际法中，与之相对的还有“法律源于事实”原则，认为法律是由既成事实确定的，即使这些事实是通过违法手段达成的。

## 实际应用
利用这项原则的一个著名例子便是1931年美国关于九一八事变的不承认主义。美国国务卿亨利·刘易斯·史汀生于宣示美国官方立场，称日本关东军入侵中国东北地区违反了1922年的《九国公约》和1928年的《非战公约》，属于违法行为，因此不承认日本以武力造成的国际领土变更。日本于1932年建立了满洲国后，美国称其属于以武力入侵为基础建立的傀儡政权，依然坚持“满洲”属于中国。
另一个著名例子则是美国于1940年的《威尔士宣言》谴责苏联签订《苏德互不侵犯条约》并入侵波罗的海三国，不承认苏联对波罗的海三国占领的合法性。